# The Analogues
The Analogues sind ein niederländischer Tribute Act zur Band The Beatles. Die 2014 gegründete Band hat es sich zum Ziel gesetzt, die Musik der Beatles aus ihren späteren Studiojahren live aufzuführen, wobei sie analoge und zeitgetreue Instrumente verwenden. The Analogues zeichnen sich dadurch aus, dass sie Songs und ganze Alben vor Publikum spielen, die die Beatles nie live gespielt haben. Ihre weitere Originalität besteht darin, alle Titel jedes Albums in der Reihenfolge zu interpretieren, in der sie auf den ursprünglichen Platten erscheinen. Obwohl die Band nicht versucht, wie die Beatles auszusehen, sind sie dafür bekannt, deren Musik und Sound Note für Note genau nachzubilden und zu reproduzieren.

## Entstehung
Die Band ist eine Initiative von Fred Gehring, dem ehemaligen Topmanager der Tommy Hilfiger Corporation. Er wandte sich an den Bassisten und Produzenten Bart van Poppel, der nach einer gründlichen Analyse der Arrangements der Beatles-Alben und der Konsultation von Beatles Gear, einer detaillierten Sammlung aller Instrumente, die die Beatles während ihrer gesamten Karriere verwendeten, sich auf die Suche nach originalgetreuen Instrumenten der Gruppe machte. So konnte das nötige Equipment, wie z. B. eine Lowrey Heritage Deluxe-Orgel aus dem Jahr 1965 oder eines von nur dreißig bekannten Mellotrons einer bestimmten Serie, das im Intro von Strawberry Fields Forever verwendet wurde, gefunden werden.
Bevor ein Album aufgeführt werden konnte, wurden die vielschichtigen Arrangements von der Band komplett in Partituren notiert. Die von den Analogues angestrebte Perfektion, den Sound der Beatles so genau wie möglich live zu präsentieren, zeigt sich selbst in solchen Details, wie der richten Auswahl des Basses, der darauf aufgezogenen Saiten oder dem Umbau auf die gleichen Pickups, wie Paul McCartney sie verwendet hat.

“We don’t try to look like them, so the sound is all that matters […] I see so many videos on YouTube where people are using the wrong bass or wrong strings. Information-wise, there’s a lot of bullshit on the 'net. You have to listen carefully to figure out what instruments were used for what parts […].”

„Wir versuchen nicht, so auszusehen wie sie, also ist der Sound alles, was zählt […] Ich sehe so viele Videos auf YouTube, in denen die Leute den falschen Bass oder die falschen Saiten verwenden. Was die Informationen [dazu] angeht, so gibt es im Netz eine Menge Mist. Man muss schon genau hinhören, um herauszufinden, welche Instrumente für welche Parts verwendet wurden[…].“

Durch die akribische Beschäftigung mit den Songs der Beatles, deren Instrumente und auch Soundcollagen, war es den Analogues möglich, selbst extrem aufwändige Stücke wie Being for the Benefit of Mr. Kite! vom Sgt. Pepper-Album oder Revolution 9 vom Weißen Album in die Live-Performances mit auszunehmen. Im Falle von Revolution 9 hatte Bart van Poppel eigens eine neue Klang-Collage erstellt und einen neunminütigen Film dazu gedreht. Auf die Frage, „ob er nicht auf den Gedanken gekommen sei, das sperrige Teil mit seinem eher begrenzten Unterhaltungswert ganz auszusparen, um der Show nicht den Schwung zu nehmen“ (Matthias Halbig), antwortete van Poppel:

„Nein. Sowas können wir nicht machen. Das gehört zum Album – ohne „Number Nine“ wäre der Anspruch nicht erfüllt gewesen. Damit hätten wir einen Fluch auf uns geladen.“

The Analogues unterzeichneten 2017 einen Vertrag mit der Universal Music Group über fünf live gespielte Beatles-Alben und ein Album mit eigenen Songs, die von den Beatles inspiriert waren. Die sechs Alben wurden unter dem Label Decca Records veröffentlicht, das sich 1962 weigerte, einen Vertrag mit den Beatles zu unterzeichnen.

## Tourneen

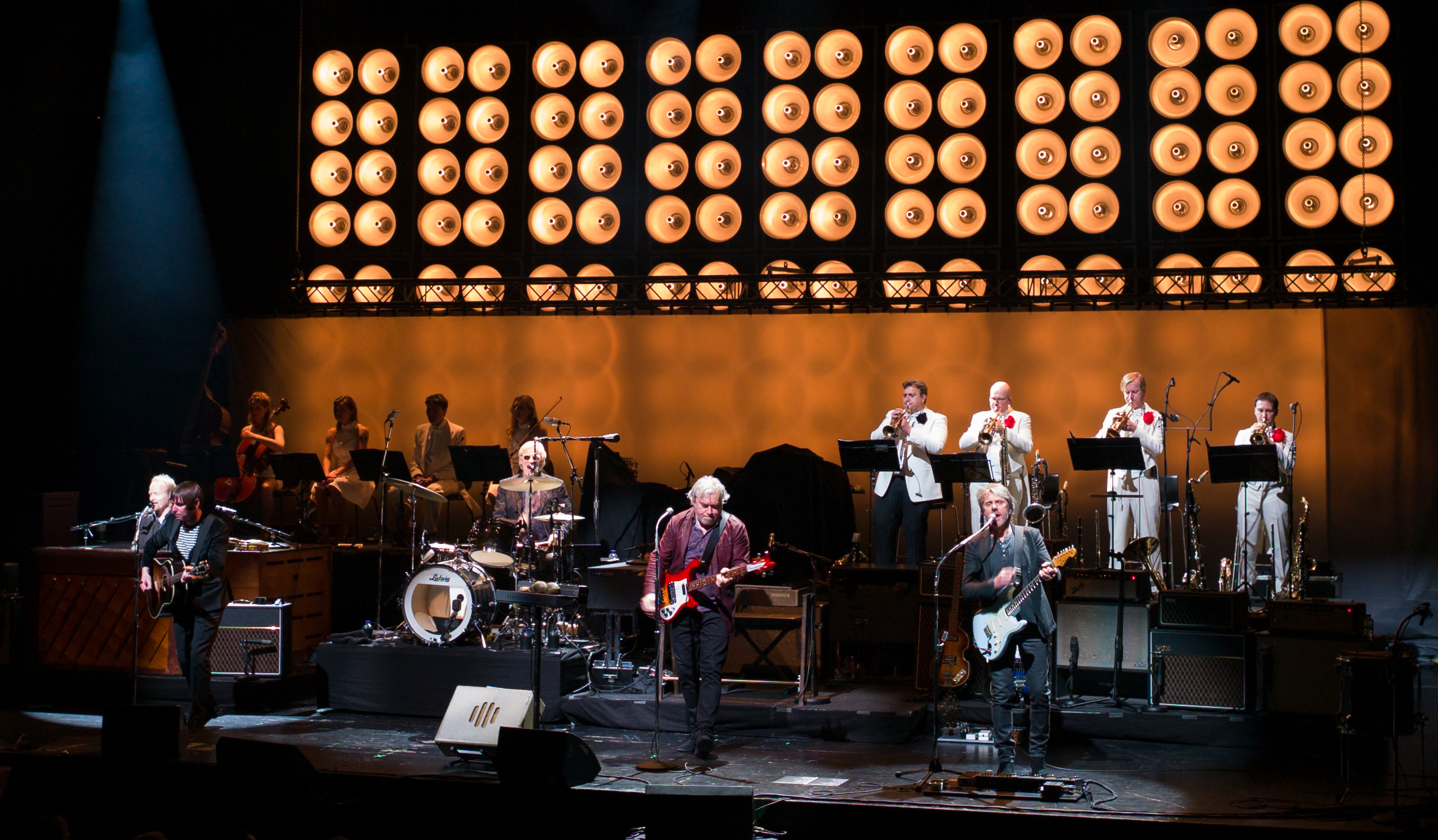
The Analogues - Konzert im Rahmen ihrer „Magical Mystery Tour“-Tournee, 2018

Von 2015 bis 2016 gingen die Analogues auf ihre erste Tournee in den Niederlanden sowie im Ausland, auf der sie das Album Magical Mystery Tour vorstellten.
2017 tourte die Band mit einer kompletten Aufführung von Sgt. Pepper's Lonely Hearts Club Band, darunter ein Auftritt im 17.000 Zuschauer fassenden Amsterdamer Ziggo Dome am 1. Juni 2017 zur Feier des 50-jährigen Jubiläums des Albums. Im Juni 2017 strahlte der niederländische öffentlich-rechtliche Fernsehsender Omroep NTR eine einstündige Dokumentation über den mühsamen Prozess der Band aus, die Kompositionen der Beatles zu analysieren und die experimentelle Nutzung von Studioequipment sowie die Beschaffung der richtigen analogen Instrumente zur Vorbereitung der Live-Wiedergabe des Sgt. Pepper Albums.
2018 musste Gründungsmitglied Jan van der Meij die Band während der Aufnahmen zum Weißen Album aufgrund von Tinnitus und damit verbundenen Hörproblemen überraschend verlassen. Für The Analogues war dies ein ziemlicher Rückschlag, da van der Meij in der Regel die hohen Stimmlagen von Paul McCartney bediente. Dafür einen entsprechenden Ersatz zu finden, gestaltete sich schwierig. Bart van Poppel bat den Gitarristen Felix Maginn (Moke, Supersub) sowohl für die restlichen Aufnahmen wie auch für die Tour als Ersatzmann einzuspringen. Obwohl Maginn von Natur aus eine eher tiefere Stimme hat, übernahm er einige Parts von van der Meij, konnte aber nicht alle – besonders die ganz hohen – Partien McCartneys singen (z. B. Birthday, Helter Skelter). Dies erforderte zahlreiche Umorganisationen innerhalb der Band und zusätzliche „Ersatzsänger“. Letzten Endes wurden – neben Maginn – noch drei weitere „McCartney-Sänger“ engagiert, da für die anstehende Tournee nicht ein einzelner Musiker aufgrund persönlicher Termine gebucht werden konnte.
Nach einer Pause von drei Jahren trat van der Meij anschließend immer wieder als Gastsänger bei den Shows der Analogues auf. Um sein Gehör auf der Bühne ein wenig zu schützen, trug er regelmäßig Noise-Cancelling-Kopfhörer (s. Foto in der Infobox).

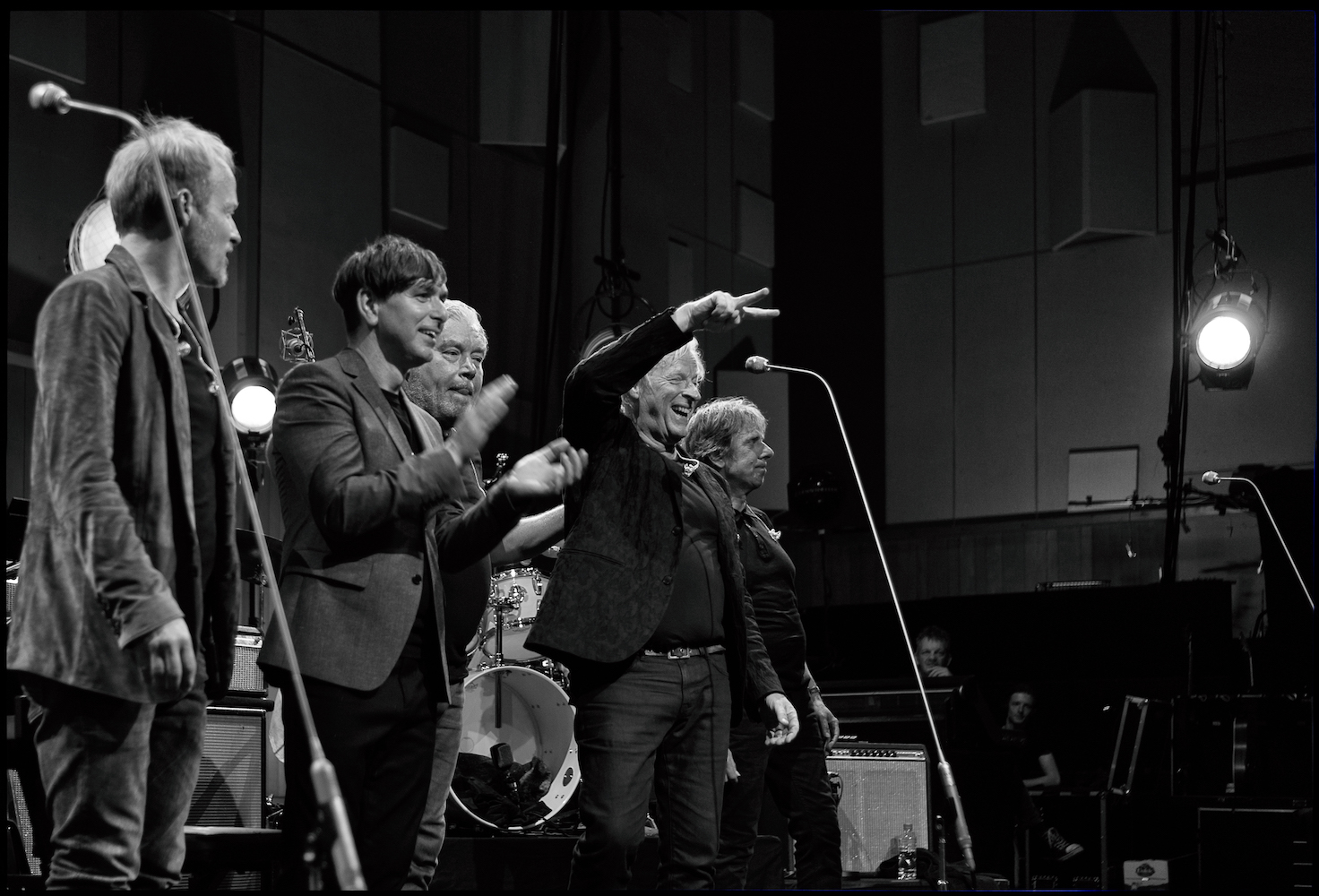
Konzert von The Analogues in den Abbey Road Studios, 2019

Von 2018 bis 2019 tourten die Analogues durch die Niederlande, Belgien, Deutschland und das Vereinigte Königreich und spielten The Beatles, auch bekannt als The White Album. Am 5. Oktober 2019 führte die Band das legendäre Album Abbey Road im Ziggo Dome in voller Länge und in der Reihenfolge der Titel auf. Zuvor, am 30. Juni 2019 in den Abbey Road Studios in London, nahm die Band das mythische Album genau an dem Ort, an dem es aufgenommen wurde, vollständig und in der Reihenfolge der Tracks vor Publikum live auf. Am 27. September 2019, 50 Jahre und einen Tag nach der Veröffentlichung des Albums, traten The Analogues im Olympia in Paris mit derselben Performance auf.
Die Tournee 2020/2021, die durch die Gesundheitskrise im Zusammenhang mit Covid-19 stark beeinträchtigt wurde, stützte sich auf die Wiederaufnahme der Alben Abbey Road und Revolver. Als die Shows wegen der Corona-Pandemie unterbrochen wurden, beschloss die Band, ihre eigenen Songs zu schreiben und veröffentlichte 2022 das Album Introducing The Analogues Sideshow.
Im Jahr 2024 präsentierte die Band ihre letzte Live-Show Sgt. Pepper and Revolver from start to finish and much more in Berlin, Düsseldorf und Frankfurt.
Im April 2025 begannen die Vorbereitungen für eine besondere Charity-Tournee,„The Analogues Light: Ticket to Ride“, die die Band von den Niederlanden bis in die Ukraine auf Fahrrädern zurückzulegen beabsichtigte. Anlässlich des 30-jährigen Bestehens der Kinderhilfsorganisation War Child unterstützte die Band die Organisation mit dieser Aktion, um auf die Situation von Kindern in Kriegsgebieten aufmerksam zu machen und sammelte auf diesem Weg dafür Spenden. Die Einnahmen von kleinen, ausgewählten Konzerten entlang der geplanten Route von Amsterdam bis Lviv kamen War Child zugute.
Um die Logistik für die Tournee so gering wie möglich zu halten, waren The Analogues nur mit kleiner Besetzung unterwegs: Felix Maginn (Gesang, Gitarre), Diederik Nomden (Gesang, Keyboard), Jac Bico (Gesang, Gitarre), Bart van Poppel (Bass) und Kees Schaper (Schlagzeug), der den wegen einer Verletzung eingeschränkten Fred Gehring ersetzte. Das Set bestand aus ausgewählten Beatles Kompositionen (ohne Orchester). Start der Charity-Tournee war am 16. Juni 2025 in Amsterdam. Aufgrund von schweren Bombardements seitens der russischen Armee verzichteten The Analogues auf die Überquerung der polnisch-ukrainischen Grenze am 12. Juli 2025 und sagten das Abschlusskonzert in Lviv ab.

## Instrumentarium

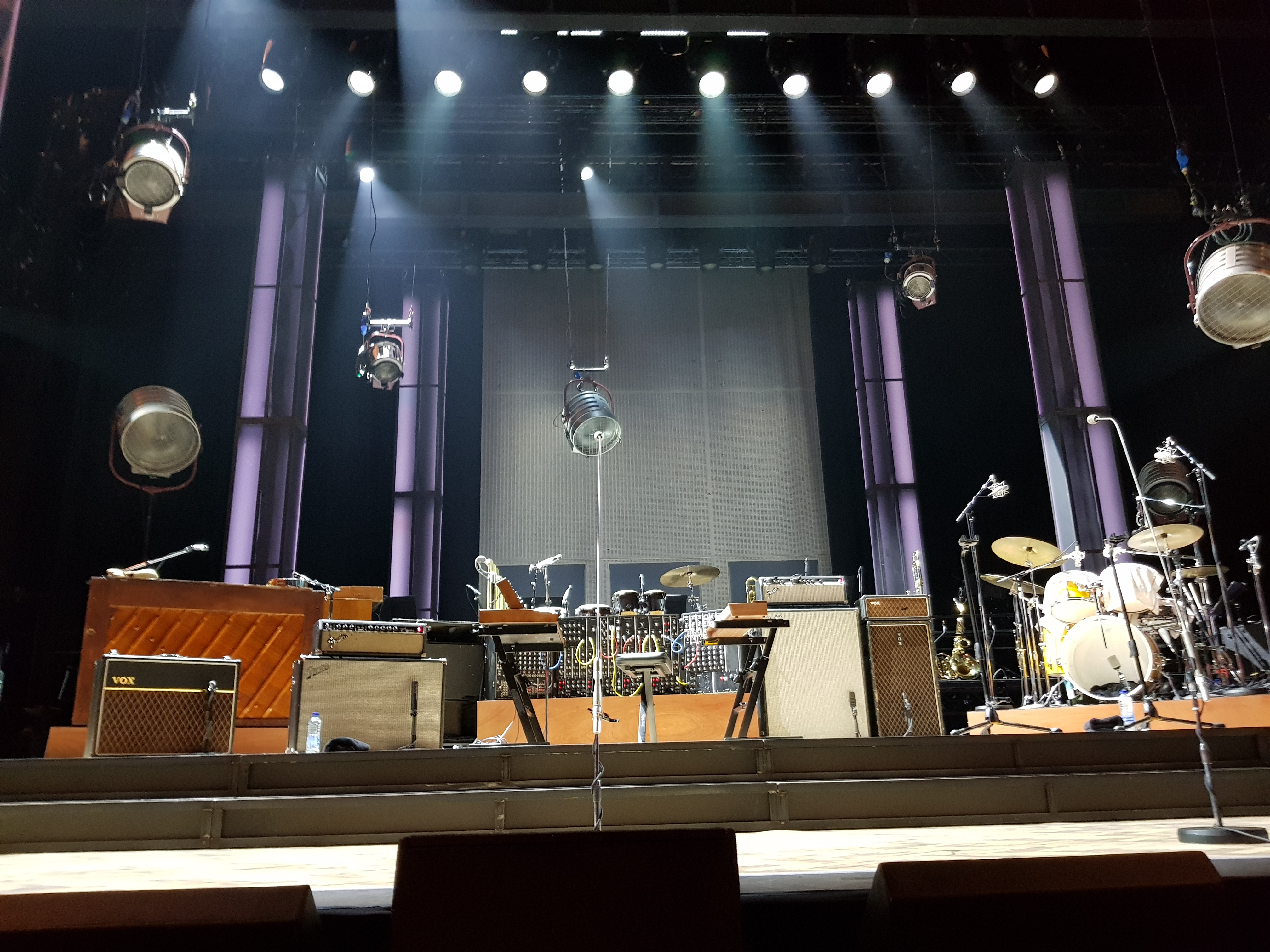
Im Jahr 2019 verwendete Instrumente für die Abbey-Road-Tour, in der Lotto Arena, Antwerpen

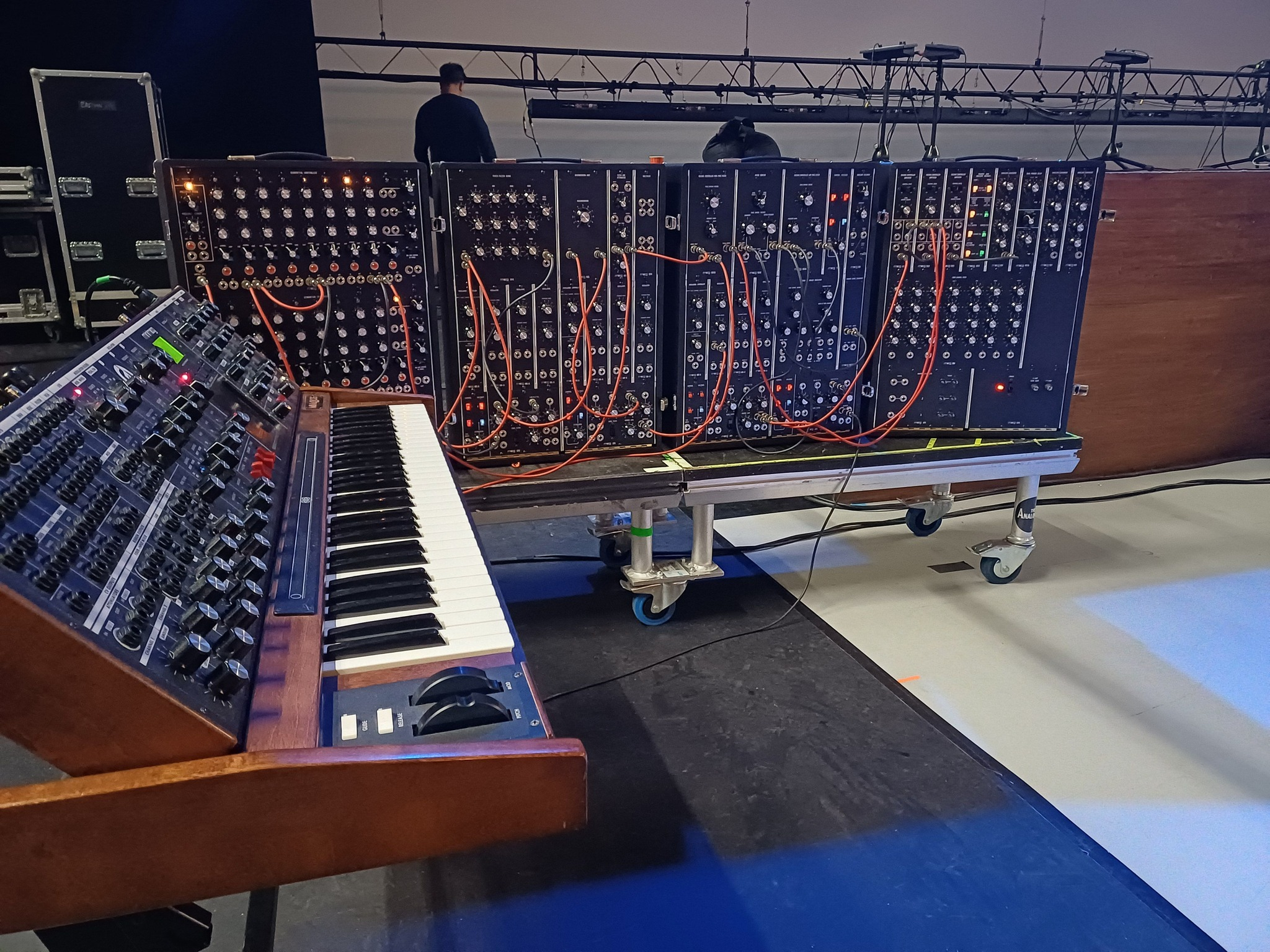
Original Moog-Synthesizer für die Live Performance des Weißen Albums durch The Analogues, November 2024

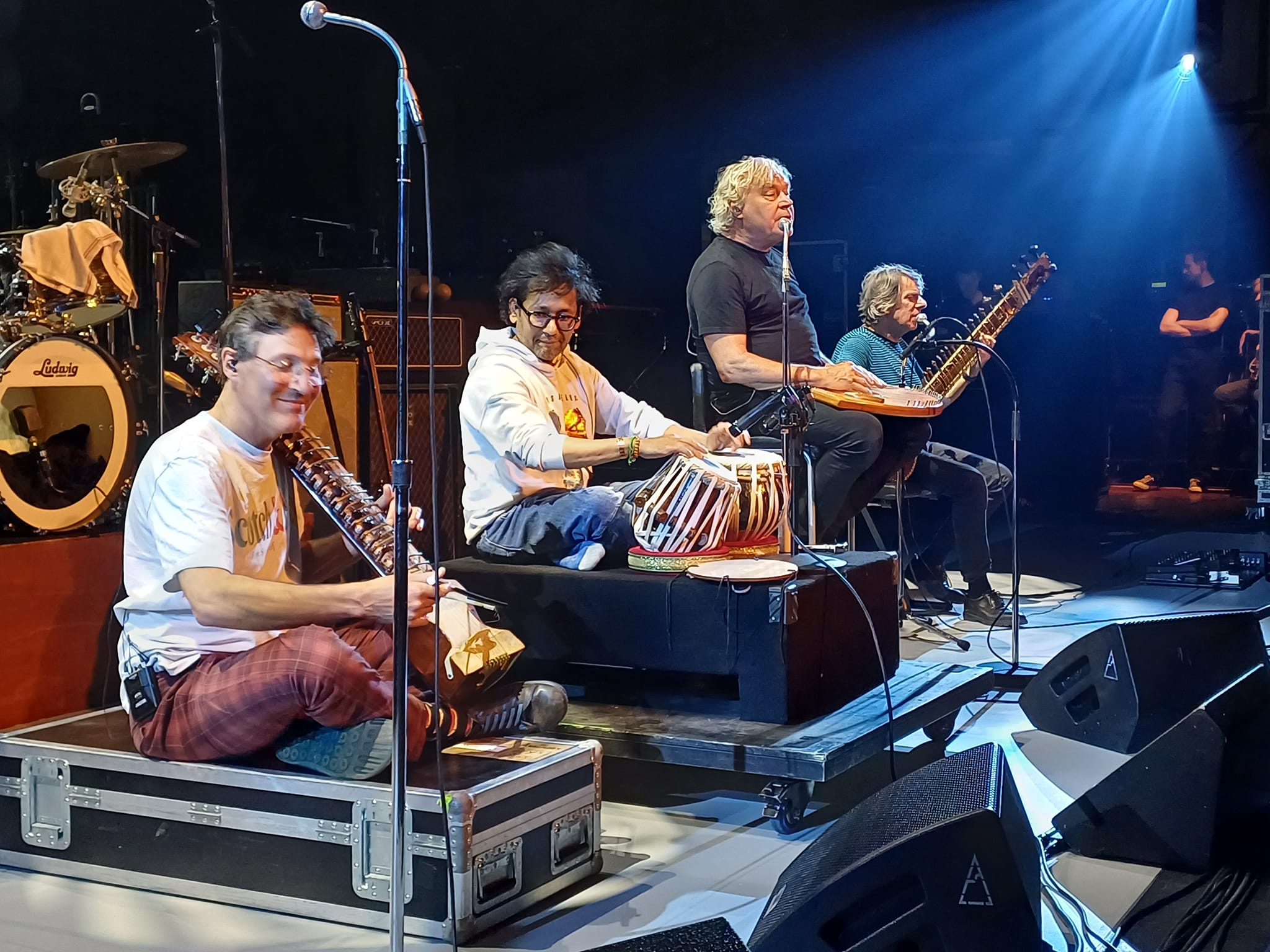
Probe von Within You Without You, Mai 2024

Um den Originalaufnahmen so nahe wie möglich zu kommen, hatten die Analogues eine Sammlung von Musikinstrumenten zusammengetragen, darunter eine schwarz-weiße Rickenbacker-Gitarre, die der von John Lennon ähnelt, eine hellblaue Fender Stratocaster, die der von George Harrison ähnelt und einen Höfner 500/1-Bass, wie ihn Paul McCartney spielt. Bei ihren Auftritten kamen auch Musikinstrumente aus Indien zum Einsatz, darunter eine Dilruba, eine Swarmandal, eine Tanpura, eine Tabla und eine Sitar.
Weitere spezielle Instrumente waren eine ein Meter lange Mundharmonika für The Fool on the Hill und eine Clavioline für Baby You’re a Rich Man.

## Rezension
2014 rezensierte Peter Van Brummelen in Het Parool die Premiere der Magical Mystery Tour und beschrieb den Sound der Analogues als „unheimlich nah“ an den Beatles. 2015 schrieb De Volkskrant, dass die Band den Sound der Beatles „erschreckend gut“ wieder zum Leben erwecke. 2016 rezensierte die Eastern Daily Press einen Auftritt in Norwich als ein „[…] musikalisches Wunder […]“, das ein „[…] wahrhaft magisches Erlebnis“ bot.
Geoff Emerick, der Toningenieur der Beatles, konstatierte:

“I’ve witnessed something I never really thought I’d be able to witness again. Amazing.”

„Ich habe etwas erlebt, von dem ich nie gedacht hätte, dass ich es noch einmal erleben könnte. Erstaunlich.“

Andy Babiuk, Autor des Buches Beatles Gear, zollte der Gruppe mit dieser Aussage große Anerkennung um das große Verdienst um die Aufführung der späten Studioalben:

“You shouldn’t touch The Beatles’ music and try to replicate it … unless you’re gonna do it the right way, like The Analogues do.”

„Man sollte die Musik der Beatles nicht anfassen und versuchen, sie zu kopieren … es sei denn, man macht es auf die richtige Art und Weise, so wie es The Analogues tun.“

## Trivia
Gehring war davon besessen, irgendwann Paul McCartney persönlich zu treffen. Als McCartney auf einer „Fundraiser-Party“ der Hillary-Clinton-Kampagne auftrat, bei der Gehring anwesend war, traute er sich – vor lauter Ehrfurcht vor McCartney – nicht, diesen anzusprechen.

## Diskografie

### Alben
- 2016: The Magical Mystery Tour Live
- 2017: The Analogues – Sgt Peppers Lonely Hearts Club Band - Live! -
- 2018: The White Album - Live In Liverpool
- 2019: Abbey Road Relived
- 2022: Introducing The Analogues Sideshow

### Singles
- 2022: Introducing The Analogues Sideshow (Promo)

## Videografie
- 2016: The Analogues perform The Beatles The Magical Mystery Tour
- 2017: Sgt. Pepper's Lonely Hearts Club Band: 50 Years Later
- 2019: The White Album Live
- 2020: Abbey Road Relived
- 2020: The Analogues Live in Liverpool Documentary
- 2020: 50 Years - Abbey Road - Live at Ziggo Dome